# توماس دبليو. كوستيلو
توماس دبليو. كوستيلو (بالإنجليزية: Thomas W. Costello)‏ هو محامي وضابط وسياسي أمريكي، ولد في 8 يوليو 1945 في الولايات المتحدة. حزبياً، نشط في الحزب الديمقراطي. وقد انتخب عضو مجلس نواب فيرمونت.